# Ley vasca de consulta
La «Ley 9/2008, de 27 de junio, de convocatoria y regulación de una consulta popular al objeto de recabar la opinión ciudadana en la Comunidad Autónoma del País Vasco sobre la apertura de un proceso de negociación para alcanzar la paz y la normalización política», conocida abreviadamente como ley vasca de consulta, fue una norma legal autonómica española aprobada por el Parlamento Vasco a efectos de realizar una consulta sobre el estatus político de la comunidad autónoma del País Vasco el 25 de octubre de 2008.
Fue impugnada por el gobierno español ante el Tribunal Constitucional quien en la sentencia STC 103/2008 la anuló por encontrarla inconstitucional al considerar que el nombre 'consulta popular' disfrazaba en realidad la convocatoria de un verdadero referéndum, cuya  convocatoria debe ser autorizada por el Estado, que posee la competencia exclusiva para ello, y no por las comunidades autónomas.

## Antecedentes: la hoja de ruta de la consulta
En 2006, en el marco de la negociación con ETA amparada por el Parlamento español, el Gobierno de José Luis Rodríguez Zapatero, realizó en su última etapa una serie de reuniones con Batasuna a las que se invitó finalmente al Partido Nacionalista Vasco. Estas negociaciones darían lugar al documento «Bases para el diálogo y el acuerdo político», conocido como los acuerdos de Loyola por el santuario donde se produjeron los encuentros. Finalmente las conversaciones fueron interrumpidas, sin llegar a ser firmados dichos acuerdos.
En septiembre de 2007 Ibarretxe anunció lo que denominó la nueva «hoja de ruta» en la que proponía:
1. Alcanzar un acuerdo con el Gobierno de España antes de junio de 2008 sobre el futuro de Euskadi que contuviese el respeto a la voluntad de la sociedad vasca.
2. Aprobar dicho acuerdo en el Parlamento Vasco en junio de 2008.
3. Si el pacto con el Gobierno central fuese aprobado, entonces se convocaría un referéndum vinculante el 25 de octubre de 2008.[4]
4. En caso de que no existiera dicho acuerdo, solicitaría la votación del Parlamento Vasco para realizar una consulta no vinculante en la misma fecha. Si la cámara vasca rechazara ese proyecto se convocaría elecciones anticipadas a finales de 2008.

Finalmente, tras el fracaso del acuerdo contemplado en el punto primero, solo el cuarto punto de los planteados se intentó llevar a cabo.

## El intento de negociación previo
De acuerdo con lo expresado en el primer punto de la citada hoja de ruta, Ibarretxe se reunió con Zapatero proponiendo por escrito el reconocimiento de los acuerdos alcanzados en Loyola.
 Sin embargo, estas conversaciones no fructificaron puesto que los dirigentes socialistas negaron que en Loyola hubiera habido acuerdo alguno. Los principales partidos plantearon la posible relación entre el debate suscitado y la influencia que éste pudiera tener en los siguientes comicios autonómicos.

## La tramitación parlamentaria de la ley
Tras el fracaso de la negociación prevista, el Gobierno vasco se amparó legalmente para la realización de dicha consulta en el artículo 9 del Estatuto de Guernica, considerando que en dicho texto se imponía a los poderes públicos el impulso de la participación ciudadana «en la vida política, económica, cultural y social del País Vasco» y las resoluciones del Consejo de Europa en favor de las consultas populares.
El 28 de mayo de 2008 el Consejo del Gobierno Vasco celebró una reunión extraordinaria para aprobar el Proyecto de Ley de Convocatoria y Regulación de una Consulta Popular, anunciando el lehendakari Ibarretxe el texto de las dos preguntas.
El 27 de junio de 2008, el Parlamento Vasco, a iniciativa del Gobierno Vasco, votó a favor de realizar un proyecto de ley de consulta a la ciudadanía vasca. La aprobación se consiguió en un largo pleno de cuatro horas de duración con una mayoría de 34 votos a favor (22 del PNV, 7 de EA, 3 de EB-B, uno de Aralar y otro de EHAK), frente a 33 en contra (18 del PSE-EE y 15 del PP) y siete abstenciones de EHAK.
El Consejo de Gobierno Vasco del 8 de julio autorizó una disposición de crédito global de presupuesto por un importe de 5,1 millones de euros, con el fin de atender las necesidades de crédito de pago del Departamento de Interior para la financiación de la ley de consulta, en la que, como en los comicios autonómicos, se incluía las subvenciones a los partidos políticos en proporción a su representación en la cámara vasca.
El proyecto se convirtió en Ley siendo publicada el 15 de julio en el Boletín Oficial del País Vasco (BOPV) y autorizaba al lehendakari para convocar el 15 de septiembre una consulta no vinculante. Su desarrollo y realización se regiría por la vigente Ley 5/1990, de 15 de junio, de Elecciones al Parlamento vasco y expresamente se hacía constar que, al no tratarse de una consulta por vía de referéndum, en cualquiera de sus modalidades, ni ser jurídicamente vinculante, a dicho proceso consultivo no le resulta de aplicación de Ley Orgánica 2/1980, de 18 de enero, sobre regulación de las distintas modalidades de referéndum, ni tampoco precisaría, por tanto, la previa autorización del Estado para su convocatoria y que «aún no siendo jurídicamente vinculante, tiene plena validez política y social para abordar e impulsar el fin definitivo de la violencia, así como para conocer el estado de opinión de la sociedad vasca al objeto de abrir un proceso de resolución definitiva del conflicto político, entre todas las partes implicadas y sin exclusiones».

## El texto de la consulta
La consulta planteaba dos preguntas:

- ¿Está usted de acuerdo en apoyar un proceso de final dialogado de la violencia, si previamente ETA manifiesta de forma inequívoca su voluntad de poner fin a la misma de una vez y para siempre?
- ¿Está usted de acuerdo en que los partidos vascos, sin exclusiones, inicien un proceso de negociación para alcanzar un acuerdo democrático sobre el ejercicio del derecho a decidir del pueblo vasco, y que dicho acuerdo sea sometido a referéndum antes de que finalice el año 2010?

Aunque desde el Gobierno Vasco se incidió en que las preguntas se basaban en anteriores textos consensuados con el resto de fuerzas políticas, sin embargo tanto la izquierda abertzale, que había dado al proyecto de ley de consulta el mínimo apoyo necesario para su aprobación, como los partidos mayoritarios del parlamento español pusieron en duda su validez.

## Inconstitucionalidad de la ley
El Partido Popular, como principal fuerza de la oposición en el Parlamento español, se opuso abiertamente a que se realizara la consulta. Por otra parte, María Teresa Fernández de la Vega, como portavoz y vicepresidenta del Gobierno aseguró que el referéndum no se realizaría. El presidente Zapatero expresó igualmente que la propuesta era ilegal, que no respetaba el ordenamiento constitucional y que tenía un fin electoral. A estas declaraciones respondió Ibarretxe argumentando que «no divide quien pregunta, sino quien prohíbe consultar».
Finalmente el Gobierno socialista interpuso un recurso ante el Tribunal Constitucional, lo cual implicaba la suspensión de la ley, alegando que dicha consulta no contaba con la autorización del Gobierno para su realización, necesaria legalmente para llevar a cabo un referéndum. El 11 de septiembre de 2008 el Tribunal Constitucional, por unanimidad, declaró inconstitucional la ley aprobada en el Parlamento Vasco, por vulnerar el artículo 149 de la Constitución al invadir competencias estatales para la convocatoria de consultas populares por vía de referéndum.

## Reacciones a la declaración de inconstitucional
Si bien en un principio por parte del Gobierno Vasco se planteó la posibilidad de acudir a las instancias judiciales europeas, finalmente no se optó por dicha opción procesal debido a los problemas que la iniciativa tendría para su admisión, ya que el Tribunal Europeo de Derechos Humanos (TEDH) raramente ha accedido a que los recurrentes no sean personas físicas.
El 25 de octubre de 2008, aniversario aprobación en referéndum del Estatuto de Guernica y día en el que estaba prevista la celebración de la consulta, Partido Nacionalista Vasco, Eusko Alkartasuna, Ezker Batua-Berdeak y Aralar realizaron un acto simbólico de unión, con el lema Hitza hitz ('la palabra es la palabra'), entre Guernica y Vitoria, en el que numerosos simpatizantes compusieron la frase con el texto Euskal Herria: bakea bai, erabakia bai ('Euskal Herria: sí a la paz, sí a decidir') formando una palabra en cada una de las seis localidades existentes entre ambos lugares (Guernica, Amorebieta, Durango, Urquiola, Villarreal de Álava y Vitoria), tras lo que los representantes de los cuatro partidos convocantes leyeron un comunicado en euskera, francés, inglés y castellano.